# Herbert Hrachovec

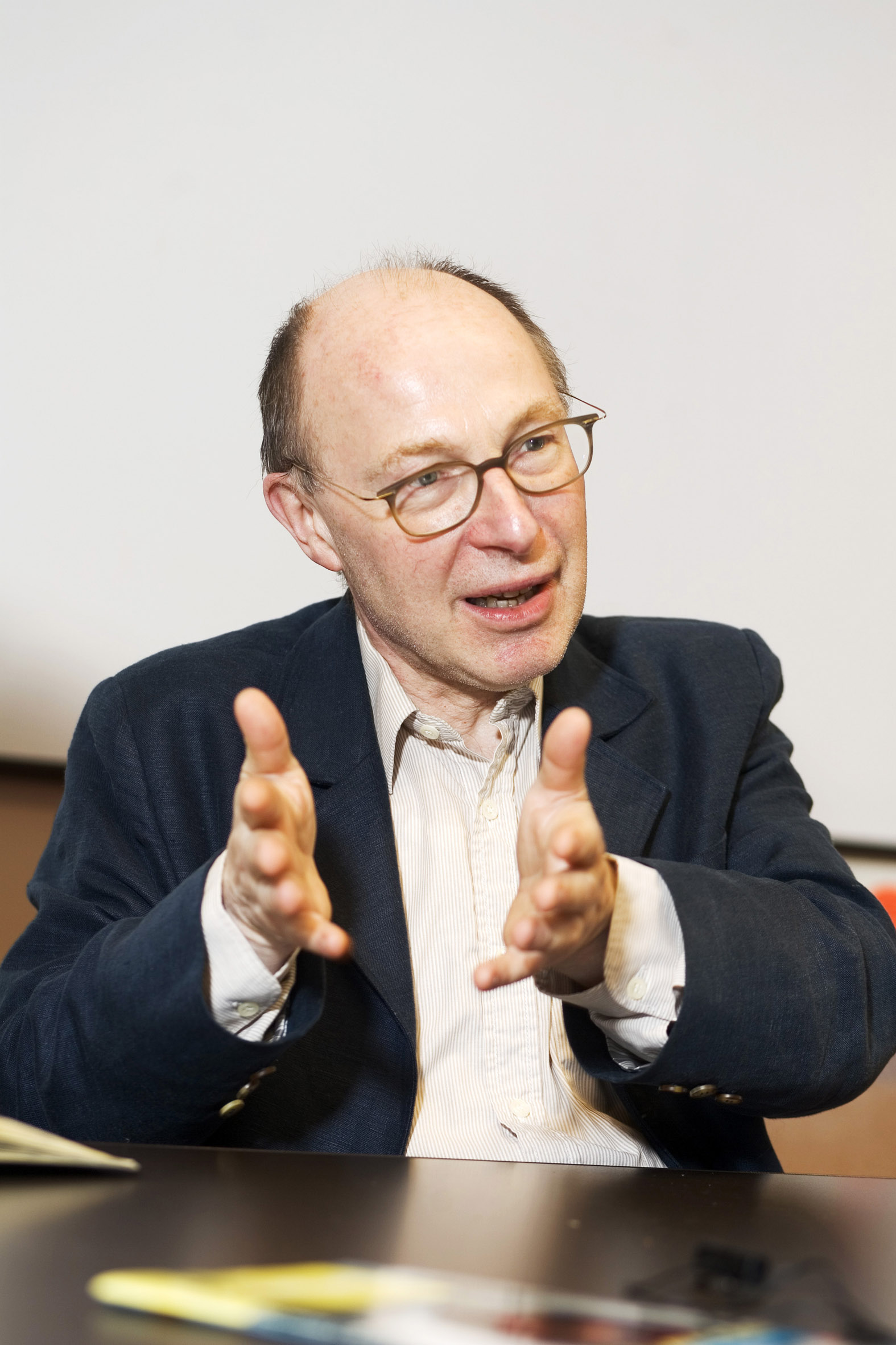
Herbert Hrachovec (November 2006)

Herbert Hrachovec (* 30. März 1947 in Wien) ist ein österreichischer Philosoph und seit 1991 außerordentlicher Professor am Institut für Philosophie der Universität Wien. Seit 2001 ist er stellvertretender Institutsvorstand, von 2005 bis 2006 war er Betriebsrat für das wissenschaftliche Personal und seit 2006 ist er Mitglied des Senats der Universität Wien.

## Leben
Herbert Hrachovec wuchs in Wien und Haugsdorf (Niederösterreich) auf und maturierte 1965 am Bundesgymnasium Hollabrunn. Im selben Jahr immatrikulierte er an der Universität Wien und belegte Lehrveranstaltungen aus Germanistik, Geschichte, Philosophie und Theologie. Vom Jänner 1970 bis August 1971 war Hrachovec Studienassistent am Institut für Religionswissenschaften an der Universität Wien und promovierte im Dezember 1970 zum Dr. phil. (Germanistik und Geschichte); 1974 Abs. theol. der Katholisch-theologischen Fakultät der Universität Wien.
Ab 1972 war Hrachovec Universitätsassistent am Institut für Philosophie der Universität Wien und wurde Ende 1988 in das definitive Dienstverhältnis übernommen; außerordentlicher Universitätsprofessor ist er seit Oktober 1991.
Hrachovec lehrte ab 1976 als Universitätslektor für Formale Logik und Philosophie und seit 1980 als Universitätsdozent für Philosophie.
Seit 1994 befasst sich Hrachovec in seinen Lehrveranstaltungen sowohl theoretisch als auch experimentierend mit neuen Medien. Dabei reflektiert er einerseits über die neuen Medien und ihren Einfluss auf Kommunikations- und Interaktionsprozesse, andererseits nutzt er sie als Ergänzung und Erweiterung seiner Lehrmethoden. Unter anderem beschäftigt er sich intensiv mit der Verwendung von Wikis und Lernplattformen. In den von Hrachovec angebotenen Projekt-Seminaren werden philosophische Inhalte für Lernplattformen aufbereitet. Dabei werden die Inhalte in einer Wikiumgebung mit den Studenten erarbeitet, diskutiert und systematisiert, um anschließend in ein SCORM-Objekt transformiert zu werden.
Darüber hinaus regte Hrachovec die Anlage einer "Philosophischen Audiothek" an, auf der Tonaufnahmen philosophischen Inhalts im MP3-Format zum Download angeboten werden. Seine eigenen Vorlesungen werden live gestreamt und in der Audiothek archiviert.
Hrachovec ist Linux-Benutzer und betreut einige Server am Institut für Philosophie der Universität Wien.
Er hatte Forschungsaufenthalte am Queens College, Oxford, England (1974/75); Universität Münster (1979/80); School of Criticism and Theory, Northwestern University, Evanston, USA, (1983); Harvard University, Cambridge Massachusetts, USA (1984); School of Criticism and Theory, Dartmouth College, Hanover, USA (1987); Bellagio Study and Conference Center der Rockefeller Foundation (1987); University of California at Santa Cruz (1990); EU-ARI Scholar am Wittgenstein Archiv der Universität Bergen, Norwegen (April–Mai 2004).
Hrachovec hielt sich im akademischen Jahr 1991/92 als Fellow am Wissenschaftskolleg zu Berlin auf und war Gast am Wissenschaftszentrum Nordrhein-Westfalen und am Kulturwissenschaftliches Institut Essen. Weiterhin wirkte der als Gastprofessor an der Bauhaus-Universität Weimar (SS 1997) und an der Universität Klagenfurt (WS 2002/3).
In den Jahren 1982/83–1984 und 1986/87–1988 war er Sprecher der "Mittelbaukurie" der Hochschullehrer an der ehemaligen Grund- und Integrativwissenschaftlichen Fakultät der Universität Wien und von 1985 bis 1986 und 1988/89–1990/91 stellvertretender Sprecher. Von Herbst 2003 bis März 2005 war er stellvertretender Vorsitzender, ab April 2005 Vorsitzender der Curricularkommission der Universität Wien. Weiterhin war er ab 2001 stellvertretender Institutsvorstand. Von 2005 bis 2006 war er Betriebsrat für das wissenschaftliche Personal an der Universität Wien. Er wurde ab 2006 Mitglied des Senats der Universität Wien.

## Werk

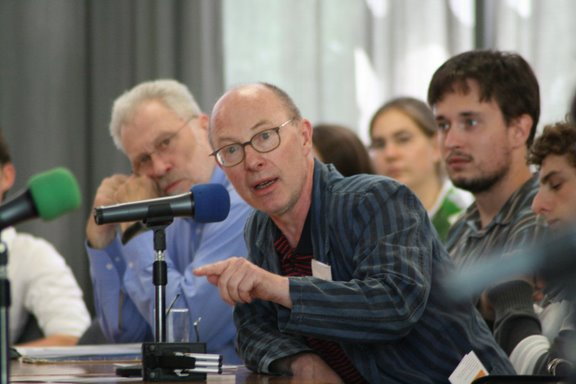
Herbert Hrachovec während einer Diskussion an der Wikipedia-Academy, August 2007

"[Philosophie] ist eine Doppelbewegung: einerseits weichen wir aus, setzen nichts direkt dagegen, sondern fragen nach; und zweitens hinterfragen wir. Das gibt (seit Sokrates) die eigentümliche Mischung zwischen Charakterlosigkeit und Anmaßung." (Herbert Hrachovec im Rahmen des Projektseminars "Freiheit im Kopf")
Arbeiten über analytische Philosophie, Metaphysik und Ästhetik sowie Wittgenstein. Gegenwärtiger Arbeitsschwerpunkt: Neue Medien.
Seine Dissertation im Fach Germanistik untersuchte den Dialekt des Pulkautals in Niederösterreich mit sonagrafischen Methoden. Zunächst aber beschäftigten ihn Themen an der Schnittstelle zwischen Philosophie und Theologie sowie die Auseinandersetzung mit Martin Heidegger. Die an der modernen Logik von Frege bis Wittgenstein orientierte analytische Philosophie wurde zum Ausgangspunkt einer philosophischen Neuorientierung und führte ihn sowohl zur Reformulierung zentraler Themen der klassischen Philosophie mit sprachphilosophischen Mitteln (z. B. zum Begriff der Subjektivität) als auch in die Ästhetik und schließlich zur Theorie digitaler Kommunikation. Charakteristisch für seine Texte ist eine knappe, spielerische Sprache, deren überraschende Wendungen oft zwischen analytischer Schärfe und einem hermetischen Gestus oszillieren.
Besondere Bedeutung im Werk von Herbert Hrachovec haben seine Publikationen, Interventionen und Projekte im Themenbereich Digitale Medien, Digitale Kommunikation: Er hat als einer der ersten erkannt, dass die Entwicklung der digitalen Medien generell, des PC und seiner Funktionalität insbesondere, und schließlich des Internet die philosophische Reflexion in einer Vielzahl von Perspektiven herausfordern. Seine Aufmerksamkeit gilt Grundlagenfragen zu den Begriffen Information, Sprache und Kommunikation ebenso wie den Medien von Film und Fernsehen – und vor allem den Konsequenzen, die die technische Entwicklung, besonders Software-Entwicklung, für das Selbstverständnis philosophischer Forschung und Lehre hat. Beispiele für die Breite des Spektrums: die legendären 'Betrachtungen beim Einbau einer Netzkarte' (In: Die Zeit, 1996); die Herausgabe des 'Interactive Issue' von The Monist 1997; ein Aufsatz von 2003, der wohl mit im Rennen um die philosophische Publikation mit dem schönsten Titel ist: 'Was ist Information? Ein gesellschaftliches Problem'. Hervorzuheben – und allen zu empfehlen, die in der Philosophie an Problemen organisierter Forschung interessiert sind – ist der Aufsatz 'Evaluating the Bergen Electronic Edition', der 2006 in dem Sammelband 'Wittgenstein: The Philosopher and His Works' (Ed. Pichler, Saatela) erschien. Eine präzise Darstellung der Verflechtung von philosophischer Interpretation, Software und Ökonomie der Publikation.
Die „digitale Wende“ in seiner wissenschaftlichen Biografie hat nicht nur seine Herangehensweise an die Philosophie Wittgensteins in neue Bahnen gelenkt, sondern auch seine sich wandelnde, aber stetige Beschäftigung mit klassischen Texten wie etwa Hegels "Phänomenologie des Geistes". Über den für seine Arbeit ebenfalls wesentlichen Begriff des "Wissens" stellt er zwischen philosophischen, gesellschafts- und universitätspolitischen Themen eine Vielzahl von Bezügen her, die die zeitlichen und inhaltlichen Differenzen zwar respektieren, sich ihnen aber nicht beugen.

## Publikationen (Auswahl)

### Selbständige Publikationen
- Platons ungleiche Erben: Bildung und Datenbanken. Löcker, Wien 2010, ISBN 978-3-85409-555-2
- Philosophy of the Information Society: Proceedings of the 30th International Ludwig Wittgenstein-Symposium, Kirchberg Am Wechsel, Austria 2007.(hrsg. gemeinsam mit Alois Pichler). Ontos, Frankfurt 2007, ISBN 978-3-86838-002-6
- Kleine Erzählungen und ihre Medien.(hrsg. gemeinsam mit Wolfgang Müller-Funk und Birgit Wagner). Turia und Kant, Wien 2004, ISBN 3-85132-370-X
- Drehorte : Arbeiten zu Filmen. Synema, Wien 1997, ISBN 3-901644-02-4
- Vermessen : Studien über Subjektivität. Stroemfeld/Roter Stern, Basel/Frankfurt am Main 1989, ISBN 3-87877-317-X
- Vorbei : Heidegger, Frege, Wittgenstein ; 4 Versuche. Stroemfeld/Roter Stern, Basel/Frankfurt am Main 1981, ISBN 3-87877-160-6
- Sonagraphische Untersuchungen zur Mundart des mittleren Pulkautales, NÖ. VWGÖ, Wien 1975

### Artikel
zu Logik, analytischer Philosophie und Wissenschaftstheorie
- Die sprachanalytische Philosophie auf dem Rückweg zur Metaphysik, beobachtet in neueren Untersuchungen zur Logik der Modalitäten, in: Philosophische Rundschau 28 (1981). S. 67–83
- Irreconcilable Similarities. Man and Semantic Machines in: Raritan. A Quarterly Review V(1986). S. 103–117
- Unterwegs zur Sprachanalyse. Über Jacques Derrida zu Ernst Tugendhat, in: Zur philosophischen Aktualität Heideggers. Band 2 (hrsg. von Dietrich Papenfusz und Otto Pöggeler). Frankfurt/Main 1990. S. 284–295
- Risking Truth in: Science and Philosophy in Shaping Modern European Culture I–II (hrsg. von Egon G´al, Miroslav Marcelli, Peter Michalovic). Bratislava 1994. S. 233–243. Deutsche Fassung: Die Wahrheit riskieren. Ein Streitgespräch, in: Mesotes 4/1993. S. 476–486
- Holistic Reductionism. The Case against the Case against Carnap, in: La Philosophie autrichienne. Specificit´es et influences. Colloque du 4 au 6 mars 1999 (hrsg. von Mélika Ouelbani). Tunis 2000. S. 109–125 ISBN 978-9973-922-53-3 online
- Picture This! Words versus Images in Wittgenstein’s Nachlass, in: Essays on Wittgenstein und Austrian Philosophy. In Honour of J.C. Nyíri (hrsg. von Tamás Demeter). Amsterdam 2004. S. 197–209
- Gotthard Günthers Geltung, oder: die Grenzen der Geduld, in: Cybernetics—Kybernetik. The Macy-Conferences 1946–1953. Volume II / Band II. Essays and Documents / Essays und Dokumente (hrsg. von Claus Pias). Zürich-Berlin 2004. S. 263–275
- Verständigungsschwierigkeiten. Mit Wittgenstein und Psychoanalyse, in: sinn macht unbewusstes – unbewusstes macht sinn (hrsg. von U. Kadi und G. Unterthurner). Würzburg 2005. S. 85–101

zu Metaphysik und Geschichtsphilosophie
- Teilhard de Chardin und die Theologie der Zukunft. Ein Kapitel im Streit um die Ontologie in der Theologie, in: Wort und Wahrheit XXVII (1972). S. 273–284
- Learning not to Learn from History, in: Raritan. A Quarterly Review IV(1984). S. 109–122
- Für Descartes. An die Gebildeten unter seinen Verächtern, in: Conceptus XIX (1985). S. 51–62
- The Vienna Roundabout: On the Significance of Philosophical Reaction, in: Topoi 6(1989). S. 121–129. Wiederabgedruckt als Viedenske ”Chodenie v Kruhu“: O V-yznname filozofickej Reakcie in: Filozofia 46 (1991). S. 273–286
- Heimat, Zeit und Unterschied in: Der Fall des Intellektuellen (hrsg. von Isolde Charim und Georg Hoffmann-Ostenhoff). Wien 1996. S. 11–31
- Could Democracy be a Unicorn?, in: The Monist 80:3 (1997), S. 423–447
- Solidarische Subversion, in: Über die gegenwärtige Bedeutung der Philosophie Theodor W. Adornos. Mitteilungen des Instituts für Wissenschaft und Kunst 54/4 (1999) S. 8–13
- Technik: Erfolgsgeschichte, Schreckbild, Spielraum in: Philosophische Rundschau 51/1 (2004). S. 27–52

zur Ästhetik
- Ornament und Versprechen, in: Glücklich ist, wer vergißt … ? Das andere Wien um 1900 (hrsg. von H.Ch.Ehalt, G. Heiß und H. Stekl) Wien 1986. S. 375–390
- Wehrmut. Odysseus und die deutsche Rheinschiffahrt, in: Denkzettel Antike (hrsg. gemeinsam mit Wolfgang Pircher und Gerburg Treusch-Dieter). Berlin 1989. S. 83–93
- Rührseligkeit. Betroffenheit durch Blicke, in: Mythen der Rationalität. Denken mit Klaus Heinrich (hrsg. von René Weiland und Wolfgang Pircher), Wien – Berlin 1990. S. 117–134. Wiederabgedruckt in: Émile. Zeitschrift für Erziehungskultur 3/2 (1990). S. 39–54
- Die Sprache des Berufsbeamten. Der Triumph des Status quo. Die Parade der Schuldigen. Der Kampf der Geschlechter, in: Grillparzer-Bilder 1991. Innsbrucker Beiträge zur Kulturwissenschaft. Germanistische Reihe Band 46 (hrsg. von Monika und Michael Klein). Innsbruck 1993. S. 49–58
- Apokalyptische Athleten, in: Sport und Ästhetik. Tagung der dvs-Sektion Sportphilosophie vom 25.–27. Juni 1992 in Köln (hrsg. von Volker Gerhardt und Bernd Wirkus). St. Augustin 1995. S. 31–51
- Fotogene Enttäuschungen in: Deutsche Zeitschrift für Philosophie 43 (1995). S. 455–463
- Hans Scheugl: ”Der Ort der Zeit“ in: Avantgardefilm Österreich. 1950 bis heute (hrsg. von A. Horwath, L. Ponger und G. Schlemmer). Wien 1995. S. 245–249
- Heimelektronik und Heimnachteil. Michael Hanekes ”Benny’s Video“, in: Der Neue Österreichische Film (hrsg. von G. Schlemmer). Wien 1996. S. 286–299
- Comics zum Bosnienkrieg, in: Medien und Zeit 16 (2001)/3. S. 43–50
- Griff und Begriff. Zur Logik von Logos. Bemerkungen ¨uber visuelle und sprachliche Symbole in der Marktwirtschaft, in: Quo Vadis Logo?! (hrsg. von Günther Friesinger und Johannes Grenzfurthner). Wien 2006

## Auszeichnungen
- 1987 Forschungsförderungspreis der Stadt Wien
- 2001 Universitätspreis für "Innovative Lehre"
- 2002 Universitätspreis für "Hohes Innovationspotenzial"